# Olimpiadi degli scacchi del 1927
Le Olimpiadi degli scacchi del 1927 si tennero dal 18 al 30 luglio a Londra e furono le prime organizzate dalla Federazione Internazionale degli Scacchi, dopo le due edizioni non ufficiali del 1924 e del 1926. A margine dell'evento si svolse il primo campionato del mondo femminile, vinto dalla cecoslovacca Vera Menchik.
Il torneo vide la partecipazione di 16 squadre nazionali, tutte europee ad eccezione dell'Argentina, per un totale di 70 giocatori. Le partite si svolsero con limite di tempo di 90 minuti per le prime 30 mosse, più 30 minuti per ogni gruppo di 10 mosse successive.
Il torneo, giocato con un girone all'italiana su quattro scacchiere, vide la vittoria della squadra ungherese, mentre il premio come miglior giocatore andò ex aequo all'inglese George Alan Thomas e al danese Holger Norman-Hansen. Venne assegnato inoltre il premio alla miglior partita, anche questo ex aequo, agli incontri Yates-Asztalos e Grünfeld-Euwe.

## Risultati assoluti
| Pos. | Nazione        | Giocatori                                      | Punti |
| ---- | -------------- | ---------------------------------------------- | ----- |
|      | Ungheria       | Maróczy, Nagy, Vajda, Havasi, Steiner E.       | 40    |
|      | Danimarca      | Krause, Norman-Hansen, Andersen, Ruben         | 38,5  |
|      | Regno Unito    | Atkins, Yates, Thomas, Michell, Spencer        | 36,5  |
| 4    | Paesi Bassi    | Euwe, Weenink, Kroone, te Kolsté, Schelfhout   | 35    |
| 5    | Cecoslovacchia | Réti, Gilg, Hromádka, Pokorný, Prokeš          | 34,5  |
| 6    | Germania       | Tarrasch, Mieses, Carls, Wagner                | 34    |
| 6    | Austria        | Grünfeld, Lokvenc, Kmoch, Wolf, Gruber         | 34    |
| 8    | Svizzera       | Johner H., Naegeli, Zimmermann, Grob, Michel   | 32    |
| 9    | Jugoslavia     | Kostić, Vuković V., Asztalos, Kalabar          | 30    |
| 10   | Italia         | Rosselli del Turco, Monticelli, Romih, Sacconi | 28,5  |
| 11   | Svezia         | Nilsson, Nyholm, Jakobson, Stoltz              | 28    |
| 12   | Argentina      | Grau, Rivarola, Nogués Acuña, Palau            | 27    |
| 13   | Francia        | Chéron, Muffang, Renaud, Betbeder              | 24,5  |
| 14   | Finlandia      | Tschepurnoff, Rasmusson, Heilimo, Terho        | 21,5  |
| 14   | Belgio         | Koltanowski, Censer I., Louviau, Censer M.     | 21,5  |
| 16   | Spagna         | Golmayo, Marin y Llovet, Vilardebo, Solerù     | 14,5  |

## Risultati individuali
Non venne applicata nessuna distinzione di ordine di scacchiera e vennero assegnati premi solo ai sei migliori giocatori.
| Pos. | Giocatore            | Punti | Partite | %    |
| ---- | -------------------- | ----- | ------- | ---- |
|      | Holger Norman-Hansen | 12    | 15      | 80,0 |
|      | George Alan Thomas   | 12    | 15      | 80,0 |
|      | Richard Réti         | 11,5  | 15      | 76,7 |
| 4    | Géza Maróczy         | 9     | 12      | 75,0 |
| 5    | Ernst Grünfeld       | 9,5   | 13      | 73,1 |
| 6    | Max Euwe             | 10,5  | 15      | 70,0 |